# Dieter Heckmann (Politiker)
Dieter Willi Heckmann (* 28. November 1959 in Sulzbach) ist ein deutscher Politiker (SPD). Von 2018 bis 2022 war er Abgeordneter im Landtag des Saarlandes.

## Leben und Wirken
Nach dem Abschluss einer Ausbildung zum Elektroinstallateur und dem Leisten seines Wehrdienstes arbeitete Dieter Heckmann zunächst von 1981 bis 1984 als Elektromonteur bei der Firma Janes & Schorr in Dudweiler, bevor er 1985 über den zweiten Bildungsweg sein Fachabitur nachholte. Anschließend begann er sein Studium der Elektrotechnik an der Fachhochschule Wiesbaden, welches er 1991 mit dem akademischen Grad Diplom-Ingenieur abschloss. Danach war er bis 1997 für Siemens als Projektingenieur tätig, bevor er Bereichsleiter Facility Management der Stadt Sulzbach wurde. Von 2007 bis 2014 war er Prokurist der kommunalen Dienstleistungsgesellschaft der Stadt Sulzbach und von 2015 bis 2018 Prokurist der Sulzbacher Gewerbeansiedlungsgesellschaft und von der Stadt als „City-Manager“ berufen.
Heckmann ist verheiratet und Vater zweier Kinder.
Heckmann trat 1992 in die Sozialdemokratische Partei Deutschlands (SPD) ein und betätigte sich seitdem in der Kommunalpolitik. Von 1994 bis 1999 war er Mitglied im Stadtrat Sulzbach und ist seit 2010 Vorsitzender des SPD-Ortsvereins Sulzbach-Mitte, seit 2013 Vorsitzender des SPD-Stadtverbands Sulzbach und seit 2012 Mitglied im Kreisvorstand Saarbrücken-Land (seit 2014 stellvertretender Vorsitzender). Am 1. März 2018 zog er als Nachrücker für Christiane Blatt, die am 28. Februar 2018 ihr Landtagsmandat niederlegte, in den Landtag des Saarlandes ein. Bei der Landtagswahl im Saarland 2022 trat er nicht mehr an.